# Fyrvaktarens dotter
Fyrvaktarens dotter är en svensk film från 1918 i regi av Georg af Klercker.

## Om filmen
Filmen premiärvisades 2 april 1918 på Brunkebergsteatern i Stockholm. Den kom att bli den sista spelfilm som gavs ut från Hasselbladfilm innan företaget gick upp i det nystartade Filmindustriaktiebolaget Skandia. Inspelningen skedde vid Hasselbladateljén i Otterhällan med exteriörer från Böttö fyr utanför Göteborg av Gösta Stäring.

## Rollista (i urval)
- Carl Barcklind – Frank Helmer, fil dr
- Mary Johnson – Awa, fyrvaktardotter
- Justus Hagman – den gamle fiskaren
- Agnes Öbergsson – Lilian Wilson
- Manne Göthson – professor Wilson
- Nils Lundell – fyrvaktare
- Sture Baude – middagsgäst
- Maj Johnson – Maj, Awas och Franks dotter